# Helgicirrha brevistyla
Helgicirrha brevistyla är en nässeldjursart som beskrevs av Xu och Huang 1983. Helgicirrha brevistyla ingår i släktet Helgicirrha och familjen Eirenidae. Inga underarter finns listade i Catalogue of Life.